# Carolina Shores
Carolina Shores è un comune degli Stati Uniti d'America, situato in Carolina del Nord, nella contea di Brunswick.